# Hugo Hovenkamp
Hugo Hermanus Hovenkamp (født 5. oktober 1950 i Groningen, Holland) er en tidligere hollandsk fodboldspiller (forsvarer), der vandt sølv med det hollandske landshold ved VM i 1978.

## Karriere
Hovenkamp spillede størstedelen af sin karriere i hjemlandet, hvor han var tilknyttet FC Groningen og AZ. Han havde også et ophold i den østrigske Bundesliga, hos Wacker Innsbruck. I sin tid hos AZ var han med til at vinde ét hollandsk mesterskab og tre udgaver af pokalturneringen KNVB Cup.
Hovenkamp spillede desuden 31 kampe og scorede to mål for Hollands landshold. Han var en del af den hollandske trup, der vandt sølv ved VM i 1978 i Argentina., men var dog ikke på banen i turneringen. Han deltog også ved EM i 1980 i Italien. Her spillede han alle hollændernes tre kampe, men kunne ikke forhindre, at holdet blev slået ud efter det indledende gruppespil. Hans sidste landskamp var en EM-kvalifikationskamp på udebane mod Spanien i februar 1983.

## Titler
Æresdivisionen
- 1981 med AZ

KNVB Cup
- 1978, 1981 og 1982 med AZ